# Premiile Saturn din 1976
Cea de-a treia ediție a premiilor Saturn a avut loc la 31 ianuarie 1976. Premiile au fost acordate de Academy of Science Fiction, Fantasy and Horror Films celor mai bune producții de cinematografie și televiziune din domeniul science-fiction, fantasy și horror lansate în anii 1974 și 1975. 
La această ceremonie, alte categorii de premii au fost adăugate, cum ar fi Premiul Saturn pentru cel mai bun regizor sau pentru cel mai bun actor/cea mai bună actriță.
Mai jos este o listă completă a nominalizaților și a câștigătorilor. Câștigătorii sunt evidențiați cu caractere aldine.

## Cel mai bun regizor
- Tânărul Frankenstein - Mel Brooks

## Cel mai bun actor
- Rollerball -  James Caan(împărțit)
- Un băiat și câinele său-  Don Johnson (împărțit)

## Cea mai bună actriță
- The Stepford Wives - Katharine Ross

## Cel mai bun actor într-un rol secundar
- Tânărul Frankenstein - Marty Feldman

## Cea mai bună actriță într-un rol secundar
- The Devil's Rain -  Ida Lupino

## Cea mai bună muzică
- Miklós Rózsa

Pentru cariera sa.

## Cel mai bun scenarist
- Ib Melchior
- Harlan Ellison

## Cel mai bun film fantastic
- Doc Savage: Omul de bronz

## Cel mai bun film de groază
- Tânărul Frankenstein
- Crăciun Negru
- Bug
- Phantom of the Paradise
- The Rocky Horror Picture Show
- Vampira

## Cel mai bun film științifico-fantastic
- Rollerball
- A Boy and His Dog
- The Stepford Wives

## Cele mai bune efecte speciale
- Steaua întunecată -  Douglas Knapp, Bill Taylor, John Carpenter, Dan O'Bannon

## Cel mai bun machiaj
- Tânărul Frankenstein -   William Tuttle

## Cel mai bun animator
- Jim Danforth

## Cel mai bun decor
- Tânărul Frankenstein -   Robert De Vestel, Dale Hennesy

## Premii speciale

### Cel mai bun film din 1975
- Fălci

### Premiu pentru întreaga carieră
- Fritz Lang